# James Cochrane
Pour les articles homonymes, voir Cochrane.
James Cochrane, né le 15 septembre 1852 à Kincardine au Royaume-Uni et mort le 28 mai 1905 à Montréal au Québec, est un homme politique québécois. Il a été maire de Montréal de 1902 à 1904.

## Biographie
D’origine relativement humble, James Cochrane immigre au Canada alors qu’il est très jeune. Il travaille à la Montreal Telegraph Company (en) où il gravit les échelons très rapidement. Il participe à la construction du Chemin de fer Intercolonial et de la première ligne télégraphique de la région nord du lac Supérieur. Il fait aussi partie des troupes canadiennes envoyées dans l’Ouest lors de la Rébellion du Nord-Ouest en 1885. À son retour à Montréal, il crée de nouvelles entreprises dans le domaine de la construction.
James Cochrane se présente aux élections fédérales de 1891, mais il est défait. En 1900, il est élu député libéral de Montréal no 4, poste qu’il occupera jusqu’à son décès à l'âge de 52 ans.
Lors des élections municipales de 1902, à la surprise générale, James Cochrane l'emporte contre le candidat vedette de la bourgeoisie anglophone, Richard Wilson-Smith. Il ne demande pas de renouvellement de mandat en 1904.

## Source
- Site de la Ville de Montréal, Fiche de James Cochrane